# 风过留痕
《風過留痕》（英语：The Truth）是一部中國大陸當代涉案電視劇，改編自九滴水的小說《屍案調查科》。該劇由張彤執導，林繼東擔任編劇，龔俊、姜武、孫怡領銜主演，府佑影視出品。該劇於2023年5月27日開機。

## 演员列表

### 主要演員
| 演員 | 角色   | 人物介紹 |
| 龔俊 | 叶谦   |          |
| 姜武 | 冷启明 |          |
| 孫怡 | 丹青   |          |

### 其他演員
| 演員   | 角色   | 人物介紹 |
| 张开泰 | 司元龙 |          |
| 王萌黎 | 韩昭   |          |
| 冯晖   | 焦磊   |          |
| 刘海蓝 | 张子芜 |          |
| 孔琳   | 徐石   |          |
| 王润泽 | 刘洋   |          |
| 柴隽哲 | 王桐   |          |
| 李建义 | 冷兴国 |          |
| 贾冰   | 鲍黑   |          |
| 王迅   | 江宏海 |          |

## 原著小說
| 出版時間  | 書籍名稱       | 作者   | 出版社         | ISBN 國際標準書號  |
| 2015年6月 | 《屍案調查科》 | 九滴水 | 湖南文藝出版社 | ISBN 9787540471637 |

## 記事
- 2023年5月27日，該劇開機，並官宣該劇演員陣容[2]。
- 2023年7月18日，该剧官宣杀青[3]。

## 外部鏈接
- 風過留痕官微 （页面存档备份，存于）
- 豆瓣电影上《風過留痕》的資料 （简体中文）